# Writ

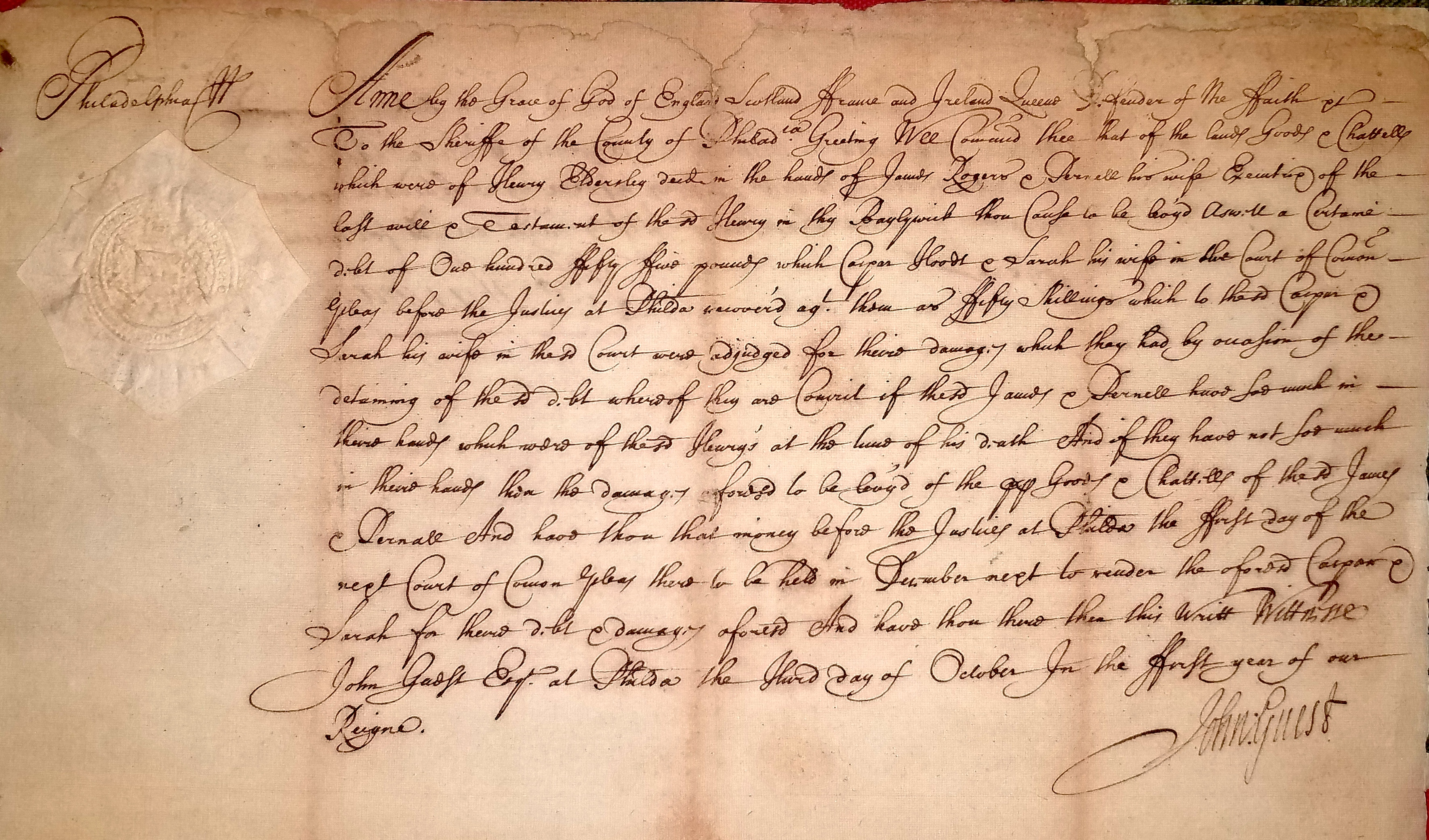
Un writ of attachment

Il writ (anche writ of right o breve da breve de recto), nel common law, è un atto giuridico emanato da un ente dotato di autorità amministrativa o giurisdizionale.
In principio era uno strumento per avviare un'azione legale per la tutela di diritti sostanziali che permetteva l'accesso alla tutela giurisdizionale delle corti inglesi. Era scritto in latino, su pergamena e presentava il sigillo reale. Era materialmente redatto dai chierici o dal cancelliere della monarchia inglese, consisteva in un ordine del re di comparizione dinanzi al giudice.

## Storia
È un istituto che ha la sua origine durante l'eptarchia anglosassone e consisteva in un breve ordine amministrativo, autenticato da un sigillo. Scritti in volgare, in genere davano una concessione di terra o trasmettevano istruzioni a un tribunale locale. All'inizio, le scritture erano il documento rilasciato dal Cancelliere del re contro un proprietario terriero il cui vassallo si lamentava con il re per un'ingiustizia, dopo che una prima convocazione da parte dello sceriffo era stata ritenuta infruttuosa. Guglielmo il Conquistatore lasciò inalterato il sistema, la redazione in lingua latina e aumentò i comandi e le decisioni che potevano esser emessi con tale atto. Enrico II successivamente stabilì che essi fossero disponibili per l'acquisto da parte di privati in cerca di giustizia, iniziando così una vasta espansione del loro ruolo all'interno del common law.
Successivamente si sviluppò come mezzo per avviare un'azione giudiziaria per consentire ai tribunali inglesi di elaborare rapidamente azioni legali; necessario, nella maggior parte dei casi, per essere ascoltato in una delle corti reali, come la King's Bench o la Court of Common Pleas. Il writ veniva notificato al trasgressore, invitandolo a presentarsi innanzi ad un tribunale specificato nell'atto, o richiedere altri comportamenti da parte del destinatario.  Con l'emanazione della Magna Carta del 1215, la fine della seconda guerra dei baroni e l'emanazione delle disposizioni di Oxford del 1258, di fondamentale importanza, e infine dello statuto di Westminster del 1285 i nobili ottennero che non venissero più creati nuovi writ per non perdere ulteriore potere in materia giudiziaria.
Con l'abolizione delle Form of Actions nel 1832 e nel 1833, non fu più necessaria una forma specifica per un particolare tipo di writ, e si affermò un modello uniforme. Dopo il 1852, fu anche abolita la necessità di indicare il nome della forma di azione, e nel 1875, la forma degli scritti fu modificata in modo da conformarsi maggiormente alla citazione usata nella cancelleria. Nel 1980 terminò anche l'obbligo redazione del writ "in nome della Corona" e da quel momento, uno scritto richiedeva semplicemente l'apparizione delle parti. Le scritture si applicavano a domande che dovevano essere ascoltate in uno dei tribunali che alla fine facevano parte dell'Alta Corte di giustizia; la procedura era di emettere la convocazione delle parti.
Con le riforme della procedura civile nel 1999 si unificarono la maggior parte delle procedure della Corte suprema e dei tribunali della contea in materia civile. In base alle nuove norme, quasi tutte le azioni civili, diverse da quelle connesse con l'insolvenza, sono ora iniziate con il completamento di un modulo di reclamo.

## Nell'evoluzione giuridica moderna
La mancata ricezione del diritto romano comune (che ha portato alla formazione del dualismo common law / civil law) si deve al precoce sviluppo del sistema - che tanto assomiglia al per formulas romano - creato dai writ e dai giudici del Re.
Al contrario, nel diritto continentale l'imperatività rimase prerogativa degli organi dipendenti dall'Esecutivo: al giudice si sarebbe potuto ricorrere lamentando la lesione di diritti soggettivi inferta da un atto amministrativo o impugnando l'atto amministrativo lesivo di interessi legittimi in virtù del solo potere d'imperio (proprio dell'ordine degli intendenti del Re, in epoca di monarchia assoluta, ovvero dei prefetti napoleonici, dopo la Rivoluzione francese).

## Tipi

### Prerogative writ
Particolare importanza tra i writ è data ai prerogative writ; questi erano dei rimedi straordinari concessi dal sovrano (che si contrapponevano ai writ ordinari elencati negli Yearbook) e presentavano la caratteristica o di essere costosissimi o al contrario essere il frutto di una liberalità del re.
Tra essi ricordiamo:
- Writ of Mandamus
- Writ of Habeas corpus
- Writ of trespass
- Writ of praecipe quod reddat
- Writ of debt
- Writ of acceleration